# Cheumatopsyche piljanae
Cheumatopsyche piljanae là một loài Trichoptera trong họ Hydropsychidae. Chúng phân bố ở miền Australasia.